# Des Lacs
Des Lacs és una població dels Estats Units a l'estat de Dakota del Nord. Segons el cens del 2000 tenia 209 habitants.

## Demografia
Segons el cens del 2000, Des Lacs tenia 209 habitants, 75 habitatges, i 63 famílies. La densitat de població era de 149,4 hab./km².
Dels 75 habitatges en un 36% hi vivien nens de menys de 18 anys, en un 72% hi vivien parelles casades, en un 6,7% dones solteres, i en un 16% no eren unitats familiars. En el 14,7% dels habitatges hi vivien persones soles el 6,7% de les quals corresponia a persones de 65 anys o més que vivien soles. El nombre mitjà de persones vivint en cada habitatge era de 2,79 i el nombre mitjà de persones que vivien en cada família era de 3,06.
Per edats la població es repartia de la següent manera: un 27,3% tenia menys de 18 anys, un 7,7% entre 18 i 24, un 30,6% entre 25 i 44, un 24,9% de 45 a 60 i un 9,6% 65 anys o més.
L'edat mediana era de 37 anys. Per cada 100 dones de 18 o més anys hi havia 114,1 homes.
La renda mediana per habitatge era de 36.250 $ i la renda mediana per família de 36.875 $. Els homes tenien una renda mediana de 22.125 $ mentre que les dones 15.000 $. La renda per capita de la població era de 12.369 $. Entorn del 6,2% de les famílies i el 8,4% de la població estaven per davall del llindar de pobresa.

## Poblacions més properes
El següent diagrama mostra les poblacions més properes.